# Navilevu River
Navilevu River är ett vattendrag i Fiji.   Det ligger i divisionen Norra divisionen, i den nordöstra delen av landet, 160 km norr om huvudstaden Suva. Navilevu River ligger på ön Vanua Levu.